# Pasquale Simonetti
Pasquale Simonetti, detto "Pascalone 'e Nola" (Palma Campania, 26 febbraio 1926 – Napoli, 16 luglio 1955), è stato un mafioso italiano e capo della Camorra precutoliana.
Alla vita di Pasquale Simonetti è ispirato il film La sfida di Francesco Rosi, con Rosanna Schiaffino e José Suárez.

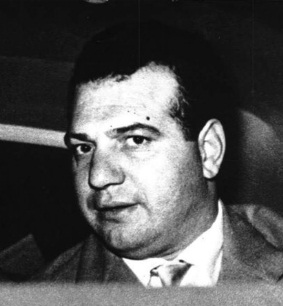
Il boss di Palma Campania Pasquale Simonetti

## Biografia
L'adesione alla camorra lo portò prima nel giro del contrabbando di sigarette, poi al controllo sul mercato ortofrutticolo napoletano, che arrivò a controllare in maniera pressoché totale, insieme ad Antonio Esposito, detto Totonno 'e Pumigliano. Il controllo sui traffici era tale che era la camorra, in cambio della protezione, a gestire l'intero ciclo produttivo, dai raccolti ai prezzi, fino allo smistamento.
Simonetti era ritenuto un "guappo" e alcuni suoi concittadini gli si rivolgevano per chiedergli giustizia. Tra gli episodi che si ricordano c'è l'intimidazione a un uomo che aveva messo incinta la sua fidanzata, ed era poi fuggito: Simonetti gli chiese se, dovendo spendere diecimila lire in fiori, preferiva che fossero spesi per il suo matrimonio o per il suo funerale. Un altro episodio riguardante la vita di Simonetti è lo schiaffo che il camorrista avrebbe dato al gangster italo-statunitense Lucky Luciano.

### Omicidio
Il 27 aprile 1955 sposò Assunta Maresca, detta Pupetta, in un matrimonio che contò più di cinquecento invitati, tra i quali i suoi rivali in affari, Maisto ed Esposito. Dopo pochi mesi, il 16 luglio dello stesso anno, fu assassinato da un sicario, Carlo Gaetano Orlando, detto "Tanino 'e Bastimento", inviato da Antonio Esposito. Il motivo dell'omicidio sta probabilmente nel boom economico di allora, grazie al quale le industrie più importanti arrivarono sul mercato imponendo il proprio potere, riducendo il giro d'affari per la criminalità organizzata.
Il 4 ottobre 1955, Assunta - incinta - uccise il presunto mandante dell'omicidio, ossia Antonio Esposito. Il 14 ottobre, fu arrestata e condotta nel carcere di Poggioreale. Nel corso della sua detenzione partorì il primo figlio, Pasquale, detto Pasqualino.

### La scomparsa del figlio
Nel 1974 il figlio Pasquale, 18 anni, scomparve misteriosamente: non aveva accettato la relazione della madre con il mafioso Umberto Ammaturo e più volte lo aveva minacciato. Dell'omicidio fu sospettato il "patrigno", ma Pupetta non ha mai accettato l'ipotesi.